# Serie B i fotboll 1957/1958
Serie B i fotboll 1957/1958 innebar att inget lag flyttades upp då serien utökades från 18 till 20 lag. Tvåan Bari spelade dock en kvalmatch mot Verona, som slutat på 17:e plats i 1957/1958.

## Slutställning
| P   | Team             | Spelade | Vinst | Oavgjort | Förlust | Gjorda mål | Insläppta mål | Målskillnad | Poäng | Notering              |
| --- | ---------------- | ------- | ----- | -------- | ------- | ---------- | ------------- | ----------- | ----- | --------------------- |
| 1.  | Triestina        | 34      | 20    | 7        | 7       | 64         | 29            | +35         | 47    | Till Serie A          |
| 2.  | Bari             | 34      | 17    | 11       | 6       | 47         | 28            | +19         | 45    | Kvalspel till Serie A |
| 3.  | Venezia          | 34      | 16    | 9        | 9       | 42         | 30            | +12         | 41    |                       |
| 4.  | Marzotto         | 34      | 16    | 7        | 11      | 50         | 40            | +10         | 39    |                       |
| 4.  | Simmenthal-Monza | 34      | 15    | 9        | 10      | 47         | 39            | +8          | 39    |                       |
| 6.  | Palermo          | 34      | 12    | 13       | 9       | 36         | 35            | +1          | 37    |                       |
| 7.  | Zenit Modena     | 34      | 11    | 14       | 9       | 50         | 46            | +4          | 36    |                       |
| 8.  | Brescia          | 34      | 14    | 7        | 13      | 45         | 36            | +9          | 35    |                       |
| 8.  | Como             | 34      | 11    | 13       | 10      | 30         | 23            | +7          | 35    |                       |
| 10. | Prato            | 34      | 12    | 10       | 12      | 34         | 40            | -6          | 34    |                       |
| 11. | Novara           | 34      | 9     | 12       | 13      | 42         | 39            | +3          | 30    |                       |
| 11. | Taranto          | 34      | 10    | 10       | 14      | 25         | 31            | -6          | 30    |                       |
| 11. | Catania          | 34      | 8     | 14       | 12      | 29         | 36            | -7          | 30    |                       |
| 14. | Lecco            | 34      | 8     | 13       | 13      | 28         | 44            | -16         | 29    |                       |
| 15. | Sambenedettese   | 34      | 8     | 12       | 14      | 25         | 44            | -19         | 28    |                       |
| 16. | Messina          | 34      | 8     | 11       | 15      | 23         | 40            | -17         | 27    |                       |
| 17. | Cagliari         | 34      | 8     | 10       | 16      | 31         | 44            | -13         | 26    |                       |
| 18. | Parma            | 34      | 5     | 14       | 15      | 25         | 49            | -24         | 24    |                       |

## Kvalspel till Serie A
Bari had to play a qualification match against the team that ranked 17th in Serie A.
| Lag 1 | Totalt | Lag 2  | Möte 1 | Möte 2 |
| Bari  | 3-0    | Verona | 1-0    | 2-0    |

Bari fick spela kval till Serie A.